# Рерих, Мария Васильевна
Мария Васильевна Рерих (Калашникова) (9 [21] марта 1844, Остров, Псковская губерния — 6 июля 1927, Ленинград) — мать Н. К. Рериха.

## Биография
Родилась в семье островского мещанина Василия Ивановича и Татьяны Ивановны Калашниковых. Вскоре после рождения потеряла отца, возможно, умершего в 1848 году во время эпидемии холеры. Мать вышла замуж вторично, за крестьянина Павла Коркунова, и в 1856 году родила Марии брата Александра — будущего крёстного отца Николая Рериха. Позже Татьяна Ивановна овдовела во второй раз, но Мария не осталась бесприданницей — после смерти деда, Ивана Яковлевича Калашникова, и его жены Аграфены она стала в 1860 году наследницей их имения. Это произошло незадолго до свадьбы Марии Васильевны.
В январе 1860 года в Остров пришёл первый поезд по строящейся дороге Петербург — Варшава. Это привело к знакомству рисовальщика Главного Общества Российских железных дорог Константина Рериха и Марии Калашниковой. Они обвенчались 16 октября 1860 года в Троицком соборе города Острова.
После свадьбы имущество Марии Васильевны, находившееся в силу её несовершеннолетия под опекой Островского сиротского суда, было передано мужу. С февраля 1862 года семья поселилась в Санкт-Петербурге. Затруднения с приданым муж, как доверенный и попечитель своей жены, разрешает, сдавая часть дома внаём квартирантам, а пустошь при имении — в «оброчное содержание» крестьянам. В середине 60-х годов супруги успешно ведут тяжбу за наследство, с которого получали существенный доход, с тёткой Марии Васильевны Надеждой Ивановной. Полученный при этом юридический опыт не проходит даром. В 1867 году глава семьи — старший счетовод Главного Общества Российских железных дорог — подаёт прошение об увольнении со службы и с 1 декабря 1867 года становится нотариусом Санкт-Петербургского окружного суда.
В конце 1860-х годов семья поселяется на Университетской набережной, 25. Хозяйка дома происходила из просвещённого купеческого сословия, это была «культурная и довольно образованная женщина».
В гости к Рерихам приходили известные люди — химик Д. И. Менделеев, монголовед К. Ф. Голстунский, историк Н. И. Костомаров, художник М. О. Микешин и другие. Супруга хозяина «умела создать атмосферу радушия и приветливости».
Основные заботы М. В. Рерих связаны были с семьёй и воспитанием детей. Из справки из личного дела Константина Рериха, составленной в апреле 1863 года, явствует, что к этому моменту у четы Рерихов уже родился первый сын, но в дальнейшем он нигде не упоминается, видимо, скончавшись в младенчестве. В 1867 году рождается дочь Лидия, затем сыновья — Николай (1874), Владимир (1882), Борис (1885). Родители воспитывали их, как было принято для всех господских детей Петербурга, с ранних лет брали с собой в театр и на концерты. На имя М. В. Рерих была приобретена усадьба «Извара», где детям гарантировалось деревенское приволье, а хозяйка ежегодно составляла подробные «отчёты о приходе и расходе денежных сумм по Изварскому имению». Брат матери А. П. Коркунов (1856—1913), врач и профессор Томского университета, оказал влияние на молодого Николая Рериха — «звал меня в Сибирь, на Алтай. Слышались зовы к далям и вершинам — Белуха, Хан-Тенгри!».
В 1898 году (после выхода К. Ф. Рериха в отставку) семья поселяется в принадлежащем М. В. Рерих доме на углу 16-й линии и Большого проспекта, затем с младшими сыновьями переселяется в квартиру по Кадетской (Съездовской) линии. Последние годы жила с дочерью и зятем, доктором А. Д. Озеровым, на улице Большой Подьяческой.
Умерла 6 июля 1927 года, похоронена рядом с мужем на Смоленском кладбище Санкт-Петербурга.